# Европейская мода XVIII века
В XVIII веке европейская мода в значительной мере подвергалась общим тенденциям, зарождавшимся в странах Западной Европы, прежде всего во Франции, потому уместно говорить об общеевропейской моде этого столетия. XVIII век в Европе часто называют «галантным веком» — этот термин относится к дворянской, преимущественно придворной культуре, определяющей правила поведения в обществе, манеру одеваться и даже образ мыслей. Чаще всего под модой XVIII века понимают именно дворянскую моду галантного века, конец которой положила Великая Французская революция. С 1790-х годов можно говорить о складывании раннего ампирного стиля и ампирной моды.
Модные веяния данного столетия в России стали первыми прочно укрепившимся, благодаря масштабной вестернизации Русского царства (а с 1721 г. — и Российской империи), осуществлённой в ходе реформ Петра I.

## Характеристика
Большую часть XVIII века в Европе господствовал стиль рококо (приблизительно с 1720-х до Великой Французской революции). Данный стиль определял не только направление развития искусства, архитектуры, дизайна, но и моду. Костюмы данного периода отличает от предшествующего периода барокко (охватывающего середину XVII-начало XVIII вв.) более светлая, пастельная гамма. В моде розовый, голубой, серо-серебристый, жёлтый цвета и обилие вышивки. Как и в предыдущую эпоху, не было жёсткого разделения на «мужскую» и «женскую» цветовую гамму и узоры.
Одежда эпохи рококо стремилась к изяществу и причудливости, однако была лишена практичности, отражая образ жизни высших слоёв общества, прежде всего дворян. Вместе с тем именно в этот период модная индустрия становится доступна не только узкой прослойке аристократии, но и более широким слоям — богатеющей буржуазии, классу обеспеченных городских обывателей. Появляются первые модные журналы, в которых публикуются новые модели одежды и аксессуаров, правила их ношения, актуальные модные тенденции. Впервые появившись в Париже, модные журналы быстро распространяются и завоёвывают аудиторию по всей Европе.

## Ткани и материалы
В XVIII веке для пошива одежды наиболее обеспеченных слоёв общества использовалось огромное многообразие натуральных тканей, прежде всего: шёлк, шёлковая тафта, шёлковый брокат, атлас (шёлковый атлас), вельвет, бархат, дамаст, муслин, лён и хлопок с набивным рисунком, а также тюль.
Шёлк ввозили из Индии и Китая, а также производили в самой Европе. Во Франции центром производства шёлка был Лион, где до Великой Французской революции трудились 28 тысяч рабочих и работали 14,5 тысяч ткацких станков. Производившийся в этот период шёлк мог быть как однотонным (такие шелка часто вышивались), с тканым (жаккардовым) или набивным рисунком. Кроме того в Лионе было несколько десятков дизайнеров, создававших рисунки и орнаменты тканей, некоторые из них также писали картины, например: Жан Ревель (1684—1751), Жан Франсуа Бони (1754—1825), Филипп де Лассаль (1723—1804).
В Англии производство шёлка было сосредоточено в общине Спиталфилдс. Ведущим дизайнером была Анна Мария Гартуэйт (1690—1763), которая за свою карьеру создала более 1000 различных дизайнов текстиля. Её работы, в отличие от французских шелков, отличались более светлыми тонами (часто белый или кремовый), а рисунки были более реалистичными.
В британской Индии производились ткани из хлопка и смеси хлопка с шёлком, а также красители для них. Набивной хлопок и ситец шёл на производство домашней и летней одежды, а также на декор интерьеров. Поскольку ткани, произведённые в колониях, были дешевле европейских, их бесконтрольный импорт грозил разорить европейских производителей льна и хлопка, из-за чего в разные годы в европейских странах принимались протекционистские законы, ограничивающие продажу этих тканей.
Рисунки наносились на ткани на станках, при помощи готовых штампов, а также вручную, кистью или вышивкой. В 1780-90-е появилась технология нанесения рисунка валиками. Цена ткани зависела от количества цветов в принте, их яркости и стойкости. Ткани с мелкими узорами обычно использовались для пошива одежды, с крупными — для обивки мебели и украшения интерьера (шторы, портьеры).
Собственные фабрики по производству тканей с набивными рисунками были также в Германии, Швейцарии, Голландии, Богемии и др. Однако в большинстве направлений текстильной промышленности уверенно лидировала Англия благодаря рано начавшемуся промышленному перевороту и высокому уровню механизации труда.
В России лёгкая промышленность была налажена ещё с прошлого столетия. Мануфактуры и фабрики по производству тканей были сосредоточены главным образом в средней полосе: в Москве, Ярославле. В данном столетии, помимо холщовых тканей и сукна, отечественные мануфактуры и фабрики начали выпускать хлопчатобумажные и шёлковые ткани. Шелководство в России в данное столетие получило активное развитие (хотя появилось оно ещё при Михаиле Фёдоровиче). В его развитии было заинтересовано государство: Пётр I ещё в 1700 г. под страхом смертной казни выпустил указ о запрете вырубки шелковичных деревьев в Астраханской губернии. В правление Екатерины II и её сына Павла путём различных льгот и раздачи земельных участков поощряли создание специальных червороден для тутовых шелкопрядов. К примеру, в Харьковщине и под Царицыном (нынешний Волгоград) таким образом появились казённые, то есть государственные червовородни. Особо в развитии шелководства в России был заинтересован именно Павел, желая наладить импортозамещение иностранных товаров, в том числе и заменить привозные ткани российскими. В частности, в шёлкопрядном заводе на реке Ахтубе рядом с Царицыном с приходом к власти Павла в 1796 г. возобновляется производство, и директором назначают писателя и переводчика Николая Страхова (на основании перевода им статьи о шелководстве из французского «Всеобщего толкового словаря естественной истории», присланном в Мануфактур-коллегию). Однако это решение оказалось провальным, и Страхова вскоре уволили.
После Великой Французской революции мода изменилась, самым популярным материалом для пошива женских платьев вместо шёлка стал муслин — лёгкая полупрозрачная ткани, как правило белого или светло-кремового цвета, намного дешевле шёлка. Название происходит от персидского города Мосул, откуда ткань попала в Европу. Позже лучший муслин производился в Англии и Индии.

## Регуляция государством
Как и в предыдущем столетии, в XVIII веке на модные веяния влияли не только королевский двор, но и прямая законодательная регуляция, выпускаемые законы касались ограничения ношения тех или иных предметов одежды для определённых социальных групп (например, законы о роскоши, они же сумптуарные законы запрещали носить простолюдинам одежду из дорогих тканей, а также с кружевом), или же прямого запрета на территории той или иной страны.
В России наиболее беспрецедентный случай такого законодательного регулирования пришёлся на царствование императора Павла. Боявшийся революционных потрясений царь видел угрозу в том числе и в платье, набравшем популярность после Великой Французской революции, поэтому в 1796 году ряд предметов одежды был запрещён на территории империи. В их число вошли длинные штаны-панталоны, фраки, шляпы-цилиндры; и даже новомодные мужские стрижки вместо париков. Практически сразу же после убийства государя в 1801 году эти запреты сошли на нет, и запрещённая одежда появилась вновь.

## Женская мода

### Платья
В течение большей части XVIII века, вплоть до 1790-х годов, женщины высших сословий носили преимущественно широкие платья (робы) с пышными юбками на фижмах. Крой, отделка, качество ткани, цвет и рисунок различались в зависимости от обеспеченности и социального статуса дамы, а также модных тенденций конкретного периода. Существовали два основных типа платья — закрытое и распашное; которые, в свою очередь, существовали в разных фасонах и вариациях.
Закрытое, то есть цельнокроеное платье было более простым, надевалось непосредственно на нижнее бельё и не требовало иных деталей, кроме аксессуаров. Распашное платье было более нарядным и торжественным; под него надевалась отдельная юбка, как правило, из плотной стёганой ткани, которая виднелась через разрез спереди, а в области лифа вставлялась специальная V-образная подкладка — стомак (англ. stomacher). Стомак, как правило, обильно украшался вышивкой, золотыми и серебряными нитями, а иногда жемчугом и драгоценными камнями.
Юбка, надеваемая под распашное платье, могла быть того же цвета, что и все остальные элементы, или более светлого, или контрастного оттенка по отношению к платью. Поскольку стёганая юбка либо виднелась из-под платья, либо выступала как самостоятельный элемент одежды (повседневный вариант), её также делали довольно нарядной, чаще всего из блестящего атласа на подкладке, а сквозной шов мог выполнять дополнительную декоративную функцию — кроме обычных ромбов, встречались и разнообразные геометрические и растительные орнаменты, в том числе довольно сложные.
Большинство нарядных платьев XVIII века имели рукава средней длины (примерно до локтя), украшенные кружевом и оборками; квадратный или чуть скруглённый вырез; тонкую, сформированную корсетом талию и пышную, расширяющуюся на бёдрах юбку, благодаря чему женская фигура приобретала очертания перевёрнутого бокала. Во второй половине XIX века популярным станет стиль неорококо, подражающий эпохе Людовика XV, в том числе, в моду войдут платья с квадратным вырезом и обилием оборок и рюшей в отделке.
В XVIII веке в разные десятилетия в моде были различные фасоны платьев, наиболее популярными были три:
| Изображение | Фасон платья |
| ----------- | --- |
|             | Robe à la française (платье по-французски, или платье-сак) господствовало в дворянской моде в течение большей части XVIII века до 1770-х, однако встречалось и позже, вплоть до Великой Французской революции. Первоначально платье на французский манер появилось как вариант неформальной одежды, однако уже в начале правления Людовика XV стало официальным при французском дворе. Данный фасон платья отличали две длинные вертикальные складки на спине, спадающие от шеи до пола; впоследствии эти складки были названы «складками Ватто» по имени художника начала XVIII века Антуана Ватто, часто изображавшего дам в таких платьях. |
|             | Robe à l’anglaise (платье по-английски). Английский стиль одежды, в отличие от французского, являющегося придворным стилем, эволюционировал из одежды английских землевладельцев. Является более простым фасоном в сравнении с платьем по-французски и вошёл в высокую моду в 1770-е годы. В платье на английский манер отсутствуют характерные продольные складки; лиф и юбка сшиты отдельно, что делает платье более комфортным. Ткань при этом драпирована сзади на талии и сшита так, чтобы создать приталенный силуэт. Платье считалось удобным для прогулок на природе и по улицам, благодаря чему завоевало популярность у горожанок.  |
|             | Robe à la Polonaise (платье по-польски) появляется во второй половине XVIII века, примерно в одно время с платьем по-английски. Вместо «складок Ватто» платье в польском стиле украшается драпировками на юбке, как правило, волнообразными, подчёркивающими силуэт, формируемый фижмами. Юбка значительно укорачивалась и имела длину, чаще всего, до щиколотки. Характерно также использование рюшей и большого количества оборок в отделке. Платья в этом стиле впоследствии вернутся в европейскую моду в XIX веке в эпоху неорококо, только форма драпировки в задней части юбки будет соответствовать турнюру, а не фижмам.             |

Помимо собственно платьев, женщины могли носить ансамбль — то есть юбку и жакет (приталенный редингот). Существовали и ансамбли из юбки и лифа, визуально напоминающие платье, но не сшитые между собой. Такой вариант был дешевле, поскольку для пошива требовалось меньше ткани, чем для цельного платья; кроме того верх и юбку можно было сочетать по отдельности, что позволяло разнообразить гардероб с меньшими затратами. Женщины из высшего класса носили ансамбли в качестве одежды для прогулок, путешествий, верховой езды и так далее. Менее обеспеченные женщины могли носить жакет или куртку со стёганой юбкой в качестве повседневной или рабочей одежды.

### Нижнее бельё
В XVIII веке, до эпохи ампира, женщины носили большое количество нижнего белья, одним из назначений которого было формирование желаемого силуэта. Непосредственно на тело надевалась сорочка с коротким рукавом и низким вырезом. Обеспеченные женщины носили сорочки из тонких тканей, таких как шёлк, муслин, батист, отделанные кружевом, лентами, вышивкой.
На сорочку надевался корсет, как правило, на шнуровке. Корсеты XVIII века не имели металлических колец, в которые вставлялся шнурок, вследствие чего шнурование корсета было сложнее, чем в XIX веке. Также корсеты XVIII века отличались от более поздних по фасону — как правило, они обладали лямками или бретельками на плечах и имели выраженную V-образную форму, в отличие от корсетов второй половины XIX века, образующих фигуру «песочные часы». Корсет со шнуровкой сзади дама могла надеть и снять только с посторонней помощью, например, служанки. Известны изображения XVIII века, на которых корсет на женщине зашнуровывает её муж. Существовали и специальные крючки для шнурования корсета. Корсет изготавливался из ткани на пластинах из китового уса, придающем ему жёсткую форму. Корсеты были различных форм и расцветок, как простые, без каких бы то ни было декоративных элементов, так и цветные, украшенные вышивкой, однако преобладали всё же светлые и пастельные оттенки.

Ношение корсета с тугой шнуровкой, особенно когда его начинали носить в детстве, имело негативные последствия для здоровья женщины. Под влиянием корсета объём талии уменьшался (порою, до 40 и менее сантиметров), внутренние органы смещались, угнеталась функция дыхания и возникали проблемы со стороны репродуктивной системы. Считается, что именно ношение тугого корсета явилось причиной смерти первой жены Павла I, Натальи Алексеевны. Великая княгиня умерла в родах, медицина XVIII века не могла её спасти; возможной причиной неспособности разрешиться от бремени стало искривление позвоночника, которое было неправильным образом исправлено при помощи корсета.
Также на сорочку в области бёдер надевался специальный каркас — «панье» (фр. panier — «корзина»), в России известный под названием «фижма» (от нем. fischbein — «рыбья кость, китовый ус»; не в последнюю очередь из-за того, что в Россию этот предмет одежды попал именно из Германии). Каркас изготавливался из ивовых или стальных прутьев, или из китового уса. Первоначально, в начале XVIII века, панье имело вид круглой юбки на стальных обручах, какие были известны ещё с XV—XVI века. Однако в середине XVIII века панье-фижма приобретают специфическую форму — т. н. «панье с локотками», при котором создаётся силуэт, расширяющийся с боков в области бёдер, но плоский спереди и сзади.
Именно такой силуэт является типичным для эпохи рококо. Мода на панье и вообще пышные юбки сходит на нет после Великой Французской революции. Тогда же, в эпоху ампира, корсеты перестают быть обязательным элементом женского костюма, а те, которые остаются, становятся более мягкими, свободно облегающими фигуру.
На каркас надевались несколько дополнительных юбок, в том числе та, которая будет видна из-под распашного платья (англ. petticoat), и собственно само платье.
На ноги надевались длинные чулки на подвязках, часто ярких цветов под яркое платье. Аристократы носили чулки из шёлка, которые были очень дорогими. Особым шиком считалось надевать каждую пару чулок только один раз, поскольку после стирки чулки, особенно белые, утрачивали первоначальный вид и свежесть. Ношенные чулки отдавали прислуге. Однако покупать новые чулки на каждый день могли себе позволить лишь самые обеспеченные аристократы. Например, известно, что после смерти императрицы Елизаветы Петровны осталось пятнадцать тысяч платьев и два сундука шёлковых чулок.
Панталон женщины в XVIII веке не носили, за исключением итальянских проституток, однако это воспринималось современниками как диковинка. Панталоны как обязательный элемент женского нижнего белья появятся лишь во второй половине XIX века.
Женщины XVIII века надевали баньян по утрам поверх сорочки перед утренним туалетом или вечером перед сном, для этой же цели надевали халаты-шлафроки (от нем. Schlafrock, букв. с нем. — «спальный халат»). В постель женщины носили ночные сорочки, а помимо неё — ночные фуфайки (кофты) и даже повязывали платки на шею.
- Женская льняная сорочка (вид спереди и сзади). Франция, третья четверть XVIII века
- Корсет из узорчатого шёлка. Франция, 1730—1740
- Металлический каркас-панье, обшитый шёлком. Франция, вторая половина XVIII века
- Панье второй половины XVIII века (вид сбоку)
- Расшитый стомак. Франция, первая половина XVIII века

### Обувь
Фасон туфель мало изменялся до эпохи ампира; наиболее распространённым были остроносые туфли с «язычком», на изогнутом каблуке, именуемом «голубиная лапа». Такой каблук был вогнут внутрь и визуально уменьшал расстояние между носком и пяткой, что позволяло женской ножке казаться меньше. В отличие от мужской обуви, преимущественно тёмной, женская отличалась пестротой и обилием отделки, гармонирующей с платьем. До XIX века обувь на обе ноги изготавливалась одинаковой и не имела разделения на правую и левую.
Туфли изготавливали из яркой ткани (бархата, шёлка, атласа или парчи) и украшали вышивкой, лентами, перьями, аппликациями и драгоценными пряжками. Часто каблук обтягивался той же тканью, что и вся туфелька, и тоже украшался вышивкой. Каблук красного цвета со времён Людовика XIV считался признаком принадлежности к дворянскому сословию. Обувь с красными каблуками носили как женщины, так и мужчины, в том числе сам французский король.
В XVII—XVIII во Франции возникла мода на стиль шинуазри («китайщину»). Появились имитирующие обувь китаянок так называемые «мюли» — маленькие туфельки (обычно без задника). В XVII веке мюли использовались в качестве домашней обуви; позднее, в XVIII веке, они стали считаться нарядной обувью. Такую модель часто можно видеть на картинах эпохи рококо — например, на портретах мадам Помпадур. Момент потери дамой открытой туфельки изображён на знаменитой картине Жана Оноре Фрагонара «Качели». В Российской империи мюли использовались в качестве женской погребальной обуви, согласно традиции, использовались новые, не ношеные туфли. Данная практика была распространена по всей территории империи с присутствием населения православного исповедания (так, в погребениях середины XVIII века на кладбище у стен Троицкого собора Енисейска русские женщины похоронены в мюли, в то время как представительницы коренных народов — в поношенных уледях, традиционной обуви народов Сибири и Приморья). По-видимому, это отголоски древнерусской традиции хоронить покойников в специальной «покойницкой» обуви (как и мюли, не имевшей никаких приспособлений для крепления на ноге), прекратившейся в XVII веке.
С 1790-х каблук практически исчезает, женская обувь начинает подражать античной; появляются сандалии с ремешками и мягкие атласные туфли на плоской подошве, предшественники балеток, однако острые носки сохраняются в течение первого десятилетия XIX века.

### Головные уборы
В XVIII веке женские головные уборы были весьма разнообразны, их надевали на собственные волосы или поверх парика. В последнем случае дамская шляпка выполняла чисто декоративную функцию, выступая в качестве дополнения к парику. Универсальным головным убором для женщин всех сословий был чепец. Его носили неплотно прилегающим, чуть сдвинутым на затылок. Чепец не мог быть парадным убором, его не носили при дворе, и знатные дамы носили его в домашней обстановке и в постель. Исключение — чепец фонтанж, представляющий собой обилие накрахмаленных кружев поверх одноимённой высокой причёски. Такую моду ввела при французском дворе фаворитка короля Людовика XIV Анжелика де Фонтанж во второй половине XVII века. После 1713 года (снова с лёгкой руки Людовика XIV) фонтанж вышел из моды.
Если причёска была высокой, то шляпка увенчивала её, надеваясь на саму конструкцию из волос и крепясь с помощью лент, булавок, заколок и т. п. Особенно часто встречаются шляпки, завязывающиеся лентами на шее. В XVIII веке огромную популярность среди женщин приобрели соломенные шляпки с полями — они предназначались для прогулок и носились преимущественно летом.
Существующий фасон соломенной шляпки «памела» получил название в честь главной героини эпистолярного романа Сэмюэля Ричардсона «Памела, или Вознаграждённая добродетель» (1740). В 1793 году французская актриса мадемуазель Ланж появилась в такой шляпе на сцене в постановке Николя-Луи Франсуа де Нёфшато. Владелица подобной шляпки показывала своё сочувствие добродетельной героине романа, её скромности и сентиментальности.
С середины XVIII века в моду также вошли соломенные шапо-бержер (фр. bergère — «пастушка»).
- Тереза Конкордия Марон, автопортрет. 1745
- Жан-Этьен Лиотар, Портрет Марии Терезии. 1762
- Джошуа Рейнольдс, Мисс Мэри Хики. 1770
- Жан-Батист Грёз, Белая шляпка. 1780
- Элизабет Виже-Лебрён, Портрет Марии-Антуанетты, 1783
- Дмитрий Левицкий, портрет графини Ирины Васильевой (матери министра финансов России в 1802-18078 гг. Алексея Васильева), 1780-е гг.

### Аксессуары
Наиболее распространёнными аксессуарами, которые часто можно видеть на портретах XVIII века, были фишю (фр. fichu) и канзу (фр. canezou) — два вида платков из тонкой белой ткани (муслина, батиста, тюля) или кружева. Фишю представляло собой косынку треугольной формы, которая прикрывала шею, плечи и зону декольте, в то время как канзу закрывал практически весь лиф платья — концы канзу перекрещивались на груди и завязывались сзади на талии. В отличие от большинства других дамских аксессуаров галантного века, лёгкие накидки такого типа служили для создания скорее повседневного и скромного, нежели нарядного облика. Фишю и канзу носили пожилые дамы, служанки, представительницы среднего и рабочего классов; обеспеченные молодые дамы надевали кружевные и тюлевые накидки на утренние и дневные прогулки на природе или по городу. Впрочем, иногда косынка специально повязывалась таким образом, чтобы не скрывать, а подчёркивать шею и зону декольте.
Помимо всевозможных накидок, частым, но необязательным дамским аксессуаром были перчатки. Их изготавливали из ткани или кожи, в том числе выкрашенной в яркие цвета, и украшали вышивкой. До конца XVIII века дамские перчатки были длиной либо до запястья, либо до локтя, так как большинство платьев имели рукав длиной не выше локтя; с 1790-х годов, когда в моду вошли ампирные платья с коротким рукавом-фонариком, перчатки удлинились и стали закрывать большую часть руки.
На прогулку женщины брали с собой, по мере необходимости: маленькие вышитые сумочки на коротком шнурке, зонтики от солнца, изредка тонкие прогулочные трости, похожие на мужские.
Распространённым аксессуаром был веер; в эпоху галантного века веер превращается в инструмент флирта, существовал сложный этикет обращения с этим аксессуаром и тайный язык символов, при помощи которого дама могла движениями веера продемонстрировать своё отношение к кавалеру и даже передать ему послание. Большинство вееров эпохи рококо были расписаны пасторальными сценками (часто фривольного содержания) или сценами из жизни итальянских актёров (в духе картин Антуана Ватто).
В эпоху рококо активно развивалось декоративно-прикладное искусство, в моде были всевозможные драгоценные и не только «безделушки», которыми пользовались как мужчины, так и женщины: табакерки и флакончики для нюхательного табака, карманные часы, флаконы для духов и нюхательной соли, футляры-несессеры и так далее. Такие изделия, являвшиеся предметами роскоши, изготавливались, как правило, из дорогих материалов, таких как фарфор, эмаль, драгоценные металлы, полудрагоценные камни, слоновая кость, перламутр и пр.
Небольшой контейнер для мелочей (англ. etui), как правило, обильно декорированный, часто крепился к специальной цепочке — шатлену, который, в свою очередь, крепился к одежде и был самостоятельным аксессуаром.

### Украшения
Наряд аристократки галантного века не требовал обилия ювелирных изделий, поскольку являлся украшением сам по себе. Обильное использование лент, рюшей, цветной вышивки, кружев и декоративных складок могло заставить украшения затеряться на общем фоне, а слишком большое их количество — утяжелить образ, лишить его естественной для рококо лёгкости и игривости.
Обеспеченные дамы продолжали носить необходимый минимум украшений — серьги, кольца и корсажные украшения (чаще всего броши, крепящиеся к верхней части стомака). Во время парадных выходов аристократки и царственные особы надевали большое количество ювелирных украшений, зачастую изготовленные в едином стиле, то есть парюрой. При украшении причёсок и нарядов использовались нити жемчуга и живые или искусственные цветы.
Наиболее характерное украшение эпохи рококо — бархотка. Лента из чёрного бархата или цветного атласа (чаще всего розового или голубого) уравновешивала высокую причёску и декольте, придавала гармонии общему образу дамы. Бархотка успешно конкурировала с такими классическими видами ожерелий, как жемчужные бусы или драгоценное колье; её можно видеть на множестве портретов той эпохи.
В XVIII веке произошёл прогресс в огранке прозрачных минералов. Самые простые варианты огранки, такие как «роза», позволили задействовать многообразие прозрачных минералов, в том числе бриллиантов. Украшения гармонируют с цветовой гаммой нарядов — в моду входят разноцветные топазы, аквамарины, розовые рубины, аметисты. Для усиления эффекта многоцветности в некоторых изделиях в гнёзда под бриллианты укладывали кусочки разноцветной фольги.

## Мужская мода

### Костюм
Поскольку законодательницей европейской моды XVIII века была Франция, наиболее распространённый мужской костюм того периода носил название habit à la française (с фр. — «платье по-французски, наряд на французский манер»). Такой тип одежды носили, за исключением военных и духовенства, представители дворянства и обеспеченного среднего класса, также habit à la française считался официальным придворным стилем одежды.
Непосредственно на тело надевалась длинная сорочка не короче середины бедра, и подштанники (в России в следующем столетии это название будет потеснено галлицизмом «кальсоны») на завязках длиной до колена. Дорогие сорочки изготавливались из тонкой белой ткани, такой как лён или шёлк, и украшались лентами и кружевом. В самом простом варианте декоративные элементы сорочки — жабо и манжеты — изготавливались из той же ткани и собирались складками; более дорогим вариантом была кружевная отделка ворота и рукавов. Кружевные жабо и манжеты иногда бывали сменными, отпарывались от старой сорочки и перешивались на новую в целях экономии.
Мужчины из высшего и среднего класса носили кюлоты — короткие штаны-бриджи длиной до колена — традиционно чёрного цвета, хотя встречались и кюлоты в цвет остального костюма. Как правило, кюлоты не требовали дополнительной отделки и украшений, носились с белыми чулками и чёрными туфлями. Чулки, особенно шёлковые, были очень дороги, поэтому ношение кюлотов считалось прерогативой обеспеченных людей, а бедняков, носивших обычные длинные штаны, презрительного называли санкюлотами (фр. sans-culottes; букв. «без кюлотов»). В конце XVIII века появляются подтяжки — приспособления, позволявшие удерживать штаны без их опоясывания, и ставшие неотъемлемой чертой мужского гардероба в следующем столетии. Тогда же, после Великой Французской революции, появляются длинные штаны до лодыжек (в тогдашней терминологии — панталоны), со следующего столетия и ставшими доминирующими, сохраняя этот статус и по наши дни.
В первой половине XVIII века на сорочку надевался длиннополый камзол, или весткоут (англ. waistcoat), как правило с длинными рукавами, в тон верхнему платью или контрастирующий с ним по цвету. Камзол, служивший своего рода нижним кафтаном, был длиной до середины бедра, шился по фигуре и имел узкие рукава, мог обладать декорированными карманами. Украшался вышивкой или набивным рисунком, золотой и серебряной нитью, застёгивался на пуговицы по всей длине. К середине XVIII века камзол утрачивает рукава, но сохраняет длину до середины бедра. Во второй половине XVIII века камзол превращается в жилет. В отличие от более поздних моделей, жилеты XVIII века как правило имели стоячий ворот. Из-под камзола или жилета выпускалось жабо или отделка сорочки.
- Эволюция камзола
- Камзол с рукавами, Франция, ок. 1715
- Камзол без рукавов, Франция, ок. 1750
- Жилет, Франция, ок. 1780—1790

На камзол надевалось верхнее платье — жюстокор (фр. justaucorps) в первой половине XVIII века или аби (фр. habit), появившееся в 1760-е годы. Жюстокор представлял собой слегка приталенный кафтан с расширяющимися от талии полами, длиной доходящий до колен. Жюстокор носили как полностью застёгнутым (в этом случае он почти полностью скрывал под собой более короткий камзол), так и распашным или застёгнутым частично, в районе пояса. Жюстокор имел слегка укороченные рукава с широкими и, как правило, обильно декорированными обшлагами, из-под которых выпускались рукава камзола и кружевные манжеты сорочки. Кафтаны первой половины XVIII века были преимущественно тёмных насыщенных цветов, чёрного, красного, бордового или коричневого, и украшались золотым шитьём и позументом. Если мужчина носил шпагу, то перевязь надевалась под кафтан, и ножны шпаги натягивали полы жюстокора сзади.
Постепенно жюстокор приобретает более простой вид — крой сменяется на прямой, без выраженной приталенности и расширения книзу, длина до колен сохраняется. В этом виде жюстокор сохранится как элемент военной формы, однако в светском костюме его полностью заменяет аби — узкий однобортный кафтан, короткий спереди, с длинными полами сзади. Аби появился не раньше 1760-х и носился с жилетом или недлинным камзолом без рукавов; собственные рукава аби были относительно узкими, с небольшими обшлагами, длиной до запястья — из-под них полагалось выпустить манжеты сорочки, частично прикрывающие кисть руки. Костюм второй половины XVIII века мог быть любой расцветки: однотонный или пёстрый; тёмных, ярких или пастельных тонов, а также в полоску. Нарядные аби украшались вышивкой, как правило — по борту, вороту, на обшлагах и карманах; аби, являвшиеся частью придворного ансамбля, обильно покрывались золотым шитьём. В таком виде аби остаётся в моде и после Великой Французской революции, вплоть до первых десятилетий XIX века.
Помимо вышеперечисленных кафтанов, в данное столетие появляется другая плечевая одежда — фрак. Возник он в середине столетия во Франции и первоначально был элементом униформы офицеров-кавалеристов. Однако постепенно, с 1760-х годов фрак перешёл и в цивильный гардероб, особенно с учётом того, что кавалерийские офицеры принадлежали к высшему сословию и появлялись во фраках на балах и званых приёмах. Впрочем, и за пределами кавалерийского офицерского круга был лишь уличной одеждой, а также одеждой для верховой езды. С 1780-х годов фрак постепенно вытесняет аби. В России фрак появился в правление Екатерины II в 1770-х годах, будучи заимствованным из Франции. В России фрак вызывал возмущение у «почтенной публики», негативно относившейся к западным заимствованиям. После Великой Французской революции ношение этого предмета одежды стало рассматриваться как покушение на государственные устои России, однако в отличие от её сына, запретившего фрак, Екатерина более деликатно и своеобразно подошла к регуляции его ношения: по словам краеведа Михаила Пыляева, государыня приказала Чичерину нарядить будочников в новомодную одежду, включавшую в себя в том числе фрак, а в руки вручить лорнеты, после чего одетые таким образом франты исчезли с петербургских улиц; по другой версии, результаты этого эксперимента оказались не очень эффективными. К 1790-м в России уже существовало два типа фрака: английский — с короткими фалдами, носился с длинными панталонами; и французский — с фалдами ниже колен и округлёнными полами, носился с кюлотами. Первый фасон был дневным, второй — парадным или вечерним. В послереволюционной Франции к тому моменту фрак утрированного покроя стал одним из непременных атрибутов тогдашних модников-инкруаяблей.
Распространённой домашней одеждой был свободный халат-баньян или сходный по покрою шлафрок. Обе разновидности были просторными, могли опоясываться. Шлафрок носился преимущественно утром, но также и днём. Такой халат был тёплым, подбивался ватой или мехом, его шалевый воротник и обшлаги рукавов были контрастного цвета с основным. Мужской шлафрок отличался от женского цветовой гаммой, материей и характером отделки. В журналах того времени (и позднее — в начале XIX века) существовали советы, как следует понаряднее надевать его на утренние приёмы. В России шлафрок прочно укоренился в дворянском быту в конце XVIII столетия.
В постель на голое тело надевалась ночная рубашка, отличавшаяся от дневной лишь чуть большей длиной: она могла доходить до колен и ниже. По покрою мужская ночная сорочка очень сильно напоминала дневную: одним из основных отличий был широкий отложной ворот, и горловина, застёгивавшаяся на две пуговицы. Также могли спать и в денной рубашке и (при возможности) кальсонах. Впрочем, лекари этого времени (в частности, немецкий врач Кристоф Вильгельм Гуфеланд) рекомендовали спать именно в ночной сорочке, а не в белье.

### Обувь
Мужской обувью были башмаки с большими металлическими пряжками. В отличие от ярких женских, мужские башмаки чаще всего были чёрными, без узоров. Мужские пряжки, как правило, отличались от женских большим размером: они довольно широкие, часто, высокие, имеют крутой изгиб. Пряжки предпочтительно изготавливались из серебра, в более бюджетном варианте — стали, бронзы, иногда покрытых серебром или просто отполированных до блеска. Пряжки представителей высшей аристократии могли быть золотыми. В качестве дополнительного украшения использовались стразы — имитации драгоценных камней (в очень редких случаях — сами драгоценные камни). Дворяне могли носить чёрные ботинки с красным каблуком и/или подошвой.
Для утренней прогулки и верховой езды служили сапоги-ботфорты. Также они были частью военной униформы многих подразделений, прежде всего кавалерийских. Мюли в китайском стиле (например, из цветного сафьяна) в качестве домашней обуви носили также и мужчины.
Домашние мужские туфли по назначению и внешнему облику были похожи на современные тапочки.

### Головные уборы
Самым распространённым мужским головным убором на протяжении большей части XVIII века была шляпа-треуголка, пришедшая в мужской гардероб в предыдущем столетии из военной униформы: носившиеся до этого широкополые шляпы были неудобны для похода в строю, и их поля загибали к тулье с трёх сторон, вследствие чего и получился новый фасон, получивший признание как и среди военных, так и среди гражданских. В сравнении с треуголками XVII века, треуголки XVIII века были меньше по размеру и более скромными по форме и отделке, чтобы их удобнее было сочетать с париком. Также шляпы часто носили под мышкой. К концу столетия треуголка практически вытесняется двууголкой. Ориентировочно с 1789 года в моду входят круглые цилиндрические шляпы, впервые появившиеся в Англии (хотя шляпы цилиндрической формы известны с XVII в.). В России в правление Павла I ношение цилиндров (т.н. «круглых французских шляп») было строго запрещено, поскольку в глазах императора ассоциировались с проявлением революционного духа.
Ложась спать, мужчины надевали на голову ночной колпак — мягкую, широкую и мешковатую шапку, облегавшую голову и зачастую обладавшую на макушке кистью или помпоном. Распространёнными цветами ночных колпаков были белый и красный, также они могли вышиваться. Нередко они изготовлялись на дому. Некоторые ночные колпаки могли завязываться под подбородком. Впрочем, ночной колпак носили и днём в домашней обстановке. Он нёс не столько эстетическую, сколько практическую функцию — он утеплял голову носителя (ввиду отсутствия централизованного домашнего отопления), предохранял от заведения вшей, а также прикрывал бритую голову вместо парика. Помимо ночных колпаков, в неформальной обстановке носили схожие по форме домашние шапки (в Англии называвшиеся так же, как и ночные колпаки), помимо кисти на макушке, также обладавшие полями, зачастую изготовлявшиеся из дорогих тканей, и обильно вышивавшиеся или простёгивавшиеся. Для этих же целей на голову мог повязываться плат на манер тюрбана. Подобные головные уборы встречаются на некоторых картинах того времени, например, на портрете горнозаводчика и ботаника Прокофия Демидова кисти Дмитрия Левицкого, хранящийся в Третьяковской галерее.
- Треуголка, середина XVIII в., Италия, из собрания Метрполитен-музея
- Двууголка, кон. XVIII-нач. XIX в., Италия, тот же музей
- Ночной колпак, вероятно, Испания, из собрания Музея искусств округа Лос-Анджелес
- Автопортрет художника и гравёра Жан-Батиста Шардена в ночном колпаке и в пенсне, 1776 г., Лувр[42]
- Этюд к портрету швейцарского адвкоата Франсуа Троншена (фр. François Tronchin) кисти Жан-Пьера Сен-Урса, 1796 г.
- Домашняя шапка, Смитсоновский музей дизайна Купер Хьюитт

### Украшения и аксессуары
Из аксессуаров мужчины из обеспеченных сословий носили: карманные часы, зачастую украшенные золотом и драгоценными камнями, тонкие прогулочные трости, табакерки и флакончики для нюхательного табака, шатлены, перевязи. Из украшений мужчины носили перстни, в том числе траурные или в виде печати; туфли украшались блестящими пряжками; жабо могло быть заколото специальной булавкой-брошью.
Трость была неотъемлемым атрибутом уличного гардероба знатных мужчин, всегда ходивших с ней вне дома. Для этой же функции использовали палки. До 1780-х гг. трости были высокими, с небольшими круглыми набалдашниками из слоновой кости или металлов (серебра, стали), также могшими золотиться. В 1780-х годах в моду входят набалдашники в виде яйца или шляпки гриба, изготовленные из слоновой кости. Также в это время модными стали тонкие трости с загнутой ручкой и двумя кистями на шнуре. Существовали и тонкие камышовые трости, свитые из трёх прутьев разного цвета или оплетённые соломкой. Во второй половине столетия модным стало ношение в карманах камзола (затем — жилета) двух карманных часов с цепочками, свисающими наружу. В 1790-х годах карманные часы носили с ремешком или ленточкой со множеством брелоков. Щёголи облюбовали лорнеты на цепочке или шнурке на шее, также носившиеся ими в кармане камзола/жилета, и бывшие обязательной и неотъемлемой частью их гардероба.

## Декоративная косметика
Декоративной косметикой в XVIII веке, как и более раннюю эпоху, активно пользовались как женщины, так и мужчины из обеспеченных и привилегированных слоёв (дворянство и стремившаяся им подражать богатая буржуазия). Макияж был показателем социального статуса, особенно обильно украшали себя аристократы. Макияж предназначался скорее для создания универсального «идеального облика», нежели для подчёркивания собственных уникальных черт. Кроме того, с помощью толстого слоя косметики скрывали многочисленные недостатки и дефекты кожи — слишком смуглый цвет, загар, веснушки, родимые пятна, оспенные рубцы. Наиболее предпочтительным считались: белая кожа, напоминающая оттенком фарфор, румяные щёки и красные или розовые губы. Мужчины гладко брились.
Для придания лицу бледности использовали различные средства: например, с XVII века известен популярный рецепт крема, включавшего в себя измельчённый мел или свинцовые белила, яичный белок и уксус. Для отбеливания кожи применяли также лимонный сок, квасцы, бура. В состав пудр входили практические любые компоненты, из которых можно было получить белый порошок: тальк, рисовая пудра, крахмал, костная мука, алебастровая пыль, порошок из растворённых в уксусе жемчужин. В состав некоторых косметических средств входила опасная для здоровья ртуть.
В XVII веке Маргарет Кавендиш, герцогиня Ньюкасл, как считается, ввела моду на косметические мушки — крошечные кусочки чёрной тафты, которые наклеивались на проблемные места кожи лица наподобие искусственных родинок. В течение почти всего XVIII века мушки были очень популярны, их использовали не только для маскировки дефектов, но и в качестве своего рода галантного развлечения — с помощью их расположения и формы девушка могла сообщить предполагаемому кавалеру о своих чувствах или статусе («влюблена», «свободна», «ожидаю свидания» и т.д). Мужчины пользовались мушками существенно реже женщин.
Губы и щёки окрашивали пигментами красных оттенков, самым дешёвым из которых, популярных у женщин низших слоёв, была красная охра. В косметике более высокого класса использовались кармин и киноварь.
В XVIII веке использовались «накладные брови», сделанные из шкурок пушных животных. Если человек носил пудреный парик, то бровям полагалось быть либо того же светло-серого оттенка, либо темнее.
Ближе к самому концу XVIII века, во время появления в Англии субкультуры «денди», одним из приспособлений, подчёркивавших мускулистые в то время ноги, были и накладные икры. При том некоторые франты считали, что подобные накладки, носившиеся весной, должны были быть тоньше осенних, поскольку за зиму ноги в естественных условиях худеют.